# 1509 Esclangona
1509 Esclangona è un asteroide della fascia principale del diametro medio di circa 8,17 km. Scoperto nel 1938, presenta un'orbita caratterizzata da un semiasse maggiore pari a 1,8662994 au e da un'eccentricità di 0,0323929, inclinata di 22,32413° rispetto all'eclittica.
L'asteroide è dedicato all'astronomo francese Ernest Esclangon.
Nel 2003 è stato individuato un satellite a cui è stata assegnata la designazione provvisoria S/2003 (1509) 1. Il satellite, di dimensioni di 2,57 km, orbita a 140 km in 23 giorni.